# Ḩājjī Lak
Ḩājjī Lak (persiska: حاجّی لَك, حاجی لک) är en ort i Iran.   Den ligger i provinsen Västazarbaijan, i den nordvästra delen av landet, 500 km väster om huvudstaden Teheran. Ḩājjī Lak ligger 1 298 meter över havet och antalet invånare är 749.
Terrängen runt Ḩājjī Lak är platt åt nordost, men åt sydväst är den kuperad. Runt Ḩājjī Lak är det ganska tätbefolkat, med 155 invånare per kvadratkilometer. Närmaste större samhälle är Mīāndoāb, 15,2 km norr om Ḩājjī Lak. Trakten runt Ḩājjī Lak består till största delen av jordbruksmark.